# Tiro dinamico
Il tiro dinamico è una branca dello sport del tiro a segno, che trae le sue origini dalla disciplina del tiro pratico sportivo.

## Storia
Iniziò a diffondersi negli USA a partire dagli anni 1950, dove il tiro rapido per difesa personale assai diffuso anche grazie alle legislazione più permissiva, e nell'America del sud. In Italia fino alla metà degli anni '80 del secolo scorso il tiro sportivo era svolto unicamente all'interno delle sezioni di Tiro a Segno Nazionale quale esercizio statico di tiro al bersaglio. Nel 1986 nascevano le prime associazioni di "tiro pratico sportivo". Le normative dell'epoca non prevedevano regole per associazioni di tiro private che esercitavano il loro sport in zone private (solitamente cave). I precursori di questa nuova via furono le associazioni di tiro nate nella provincia di Torino, di Brescia e di Imperia.
Nasceva così l'UITPS (Unione Italiana Tiro Pratico Sportivo) poi divenuta l'AITPS (Associazione Italiana Tiro Pratico Sportivo), che per ragioni di politica sportiva trasformò il nome in AITDS (Associazione Italiana Tiro Dinamico Sportivo) facendo sparire la parola "pratico" dall'originale denominazione. Ad essa si affiancavano altre nuove discipline: il tiro DRAW, il "Pin Bowling", sempre importato dagli USA, il tiro rapido e altre evoluzioni presenti ancora oggi sul territorio. Nella seconda metà degli anni '90 questa disciplina in Italia (come già detto) cambia designazione del nome, che da Pratico diviene Dinamico, divenendo quindi AITDS, nasce così l'attuale Federazione Italiana Tiro Dinamico Sportivo (FITDS). La disciplina contempla anche la specialità dello Steel Challenge, basata su otto esercizi standardizzati dove si utilizzano esclusivamente bersagli metallici.
A partire dal 19 maggio 2010 la FITDS è un organismo sportivo facente parte delle discipline sportive associate al CONI.